# Mike Keneally
Michael Joseph Keneally est un guitariste, claviériste, chanteur et compositeur américain né le 20 décembre 1961. Il a été révélé par Frank Zappa durant sa tournée de 1988.

## Discographie
- 1983 : The Tar Tapes Vol. 1 - The wow sound of affable mort
- 1984 : The Tar Tapes Vol. 2  - LIFE’S A BUTTER DREAM/ELEPHANTS WALKING UNDER GOD
- 1986 : The Tar Tapes Vol. 3 - Fashion Poisoning
- 1986 : The Tar Tapes Vol. 4 - Drop control
- 1987 : The Tar Tapes Vol. 5 - Your way bitchin'  Bonus tape

- 1988 : Broadway The Hard Way avec Frank Zappa
- 1992 : Hat
- 1994 : Boil That Dust Speck
- 1995 : The Mistakes
- 1997 : The Tar Tapes Vol. 1
- 1997 : Sluggo!
- 1998 : The Tar Tapes Vol. 2
- 1999 : Nonkertompf
- 1999 : Nonkertalk
- 2000 : Dancing with myself…and others
- 2000 : Dancing
- 2002 : Wooden Smoke Asleep
- 2002 : Wooden Smoke
- 2004 : Vai: Piano Reductions, Vol. 1
- 2004 : The Universe Will Provide avec le Metropole Orkest
- 2004 : Parallel Universe avec le Metropole Orkest
- 2004 : Pup
- 2004 : Dog
- 2006 : Guitar Therapy live
- 2008 : Wine and Pickles
- 2008 : The Scambot Holiday Special
- 2009 : Songs and Stories Inspired By Scambot 1
- 2009 : Scambot 1
- 2010 : Evidence of Humanity
- 2011 : Band bain' @ potato!
- 2012 : Wing Beat Fantastic: Songs written by Mike Keneally & Andy Partridge
- 2013 : Wing Beat Elastic: Remixes, Demos & Unheard Music
- 2013 : Mike Keneally Free EP1
- 2013 : Mike Keneally Free EP2
- 2013 : You Must Be This Tall
- 2013 : Live at Mama Kin
- 2013 : Unstoppable Momentum de Joe Satriani
- 2014 : Dancing demos
- 2016 : Scambot 2/Inkling
- 2019 : Empath avec Devin Townsend